# Tricalysia vadensis
Espèce
Tricalysia vadensis Robbr. est une espèce de plantes de la famille des Rubiacées, endémique du Cameroun, présente dans les forêts équatoriales,.

## Description
Tricalysia vadensis est une espèce du genre Tricalysia qui est composé d'arbustes ou de petits arbres, ne dépassant pas 10 m de haut .
Sa corolle a 4 lobes. Son fruit est sans nerf, et avec un calice persistant. Les limbes de ces feuilles sont arrondis à la base .
Cette plante a été déclarée dans l'Index International des Noms des Plantes, l'IPNI  et sa découverte est attribuée à Elmar Robbrecht en 1987.

## Répartition géographique et habitat
Cette plante est présente dans les forêts équatoriales . Elle est endémique principalement du Cameroun ,.